# 파솔라다
파솔라다(그리스어: φασολάδα)는 그리스와 키프로스의 강낭콩 요리이다. 흰강낭콩을 토마토 국물에 넣어 익힌 수프로, 그리스의 국민 음식 가운데 하나로 여겨진다.

## 이름
그리스어 "파솔라다(φασολάδα)"는 "콩"을 뜻하는 명사 "파솔리(φασόλι)"에 파생 접사 "-아다(-άδα)"를 붙인 말로, "콩으로 된 것"을 뜻한다.

## 만들기
올리브유를 두른 팬을 중약불에 올리고 잘게 깍둑썬 셀러리, 당근, 양파와 편썬 마늘을 넣고 볶다가, 토마토 페이스트를 넣고 함께 볶는다. 물에 불린 흰강낭콩과 토마토 퓌레, 물이나 육수, 월계수 잎, 로즈메리 등을 넣어 끓인다. 푹 끓인 다음 파슬리 등을 뿌려 낸다.

## 같이 보기
- 쿠루 파술리에
- 파술리야
- 파바다
- 페이조아다
- 로비오